# Маса
Маса (лат. massa: тесто < грч. μάζα: јечмени хлеб, према μάσσειν: месити), у физици, је основно физичко својство свих тела, величина која је карактерише количину материје у телу, једна од основних величина Међународног система јединица (ознака m, мерна јединица килограм).
Маса је мера инерције тела. Тромост, устрајност или инерција је својство сваког тела, по којему то тело остаје у стању мировања ако мирује, или у стању једноличног праволинијског кретања ако се креће, као што је дефинирано у првом Њутновом закону кретања.
Основна мерна јединица масе је 1 килограм []. Маса тела које има масу 1 kg једнака је маси тега, односно мерна јединица за масу - 1 kg изведена је од масе стандарда (еталона) који се чува у Међународном бироу за мере и тегове у Севресу покрај Париза. Масу неког тела одређује се вагањем - успоређивањем масе тела с масом тега - тела познате масе. Ако вага покаже да су масе ових тела једнаке (дође до изједначења, казаљка показује на 0...) тада се зна да је маса тела једнака познатој маси тега.
У свакодневном животу често се замењује с тежином, што је неисправно јер су то две различите физичке величине. Маса је мера тромости тела, док је тежина сила која зависи од гравитације; маса се мери вагом, а тежина динамометром; маса се изражава у килограмима [], а тежина у њутнима []).
Осим као својство тромости (инерције), маса се појављује у класичној физици као извор силе гравитације, у складу са Њутновим законом гравитације. Стога постоје две врсте масе:
- инерциона (тешка, трома) маса - као горенаведена мера инерције тела.
- гравитацијска маса - маса која је дефинисана као извор гравитационе силе у Њутновим законом гравитације. У зависности од присуства гравитационог поља може се разликовати:
  - активна гравитациона маса која је мера гравитационе силе коју врши објекат.
  - пасивна гравитациона маса која је мера гравитационе силе коју врши објекат у познатом гравитационом пољу.

Ово су две различите физичке појаве (инерција и гравитација), те из самих дефиниција ових величина не следи да су ове масе нужно једнаке. До данас је начињен велики број експеримената који упоређују трому и гравитацијску масу и никад није пронађена разлика између те две масе. Стога се сматра да су ове две масе једнаке, што се назива Галилејевим принципом еквиваленције или принцип слабе еквиваленције. У развоју опште теорије релативности, Алберт Ајнштајн је искористио овај принцип еквиваленције као једну од кључних поставки. Посебно су позната мерења упоређивања инерцијске и гравитацијске масе која је изводио мађарски физичар Лоранд Етвош крајем 19 века. До данас је еквивалентност тешке и троме масе одређена до 10−12.

## Јединице масе
Стандардна јединица Међународног система јединица (СИ) за масу је килограм (kg). Килограм има 1000 грама (g), и први пут је дефинисан 1795. године као један кубни дециметар воде на тачки топљења леда. Затим је 1889, килограм био редефинисан као маса међународног прототипа килограма, и као такав је независтан од метра, или својстава воде. Од јануара 2013, постоји неколико предлога за поновно редефинисање килограма, међу којима је предлог за дефинисање у односу на Планкову константу.
Друге јединице су прихваћене за употребу у оквиру СИ:
- тона (или „метричка тона”) је једнака са 1000 kg.
- електронволт (eV) је јединица енергије, али се због једнакости масе и енергије она може лако конвертовати у јединицу масе, и често се користи као таква. У том контексту, маса има јединицу 2 (где је c брзина светлости). Електронволт и његови умношци, као што је MeV (мега електронволт), се често користе у физици елементарних честица.
- јединица атомске масе (u) је 1/12 масе атома угљеника-12, приближно 1,66×10−27 kg.[note 1] Ова јединица атомске масе је подесна за изражавање маса атома и молекула.

Изван СИ система, постоји низ других јединица за масу:
- слаг је империјална јединица масе (око 14,6 kg).
- фунта (lb) је јединица масе и силе, која се углавном користи у Сједињеним Државама (око 0,45 kg или 4,5 N). У научним контекстима где је неопходно разликовати силу од масе обично се користе СИ јединице.
- Планкова маса је максимална маса тачкастих честица (око 2,18×10−8 kg). Она се користи у физици елементарних честица.
- соларна маса (M☉) се дефинише као маса Сунца. Она се првенствено користи у астрономији за поређење великих маса као што су звезде или галаксије (≈1,99×1030 kg).
- маса веома мале честице се може идентификовати по својој инверзној Комптоновој таласној дужини ( ≈ 3,52×10−41 ).
- маса веома велике звезде или црне рупе се може идентификовати путем њеног Шварцшилдовог полупречника (1 cm ≈ 6,73×1024 ).

## Дефиниција масе
- Шварцшилдов полупречник (rs) представља способност масе да узрокује закривљење простора и времена.
- Стандардни гравитациони параметар (μ) представља способност of масивног тела да изврши Њутнове гравитационе силе на друга тела.
- Инерциона маса (m) представља Њутнов одговор масе на силу.
- Енергија мировања (E0) представља способност масе да се конвертује у друге форме енергије.
- Комптонова таласна дужина (λ) представља квантни респонс масе на локалну геометрију.

У физичким наукама, може се направити концептуална разлика између бар седам различитих аспеката масе, или седам физичких појмова који обухватају концепт масе: Сви експерименти који су до сада спроведени су показали да су ових седам вредности пропорционалне, и у неким случајевима једнаке, и та пропорционалност доводи до апстрактног концепта масе. Постоје бројни начини за мерење масе или за њено операционо дефинисање:
- Инерциона маса је мера отпора једног објекта да се убрза при примени силе. Одређује се применом силе на објекат и мерењем убрзања које је резултат те силе. Објект са малом инерцијалном масом ће бити убрзан више од објекта са великом инерцијалном масом када на њега делује иста сила. Тело са већом масом има већу инерцију.
- Активна гравитациона маса је мера јачине гравитационог флукса објекта (гравитациони флукс је једнак површинском интегралу гравитационог поља преко обухваћене површине). Гравитационо поље се може мерити тако што се дозволи малом „тестном објекту” да слободно пада и мери се његово убрзање про слободном паду. На пример, објекат у слободном паду у близини Месеца подлеже мањем гравитационом пољу, а стога убрзава спорије него што би исти објекат убрзавао у слободном паду у близини Земље. Гравитационо поље у близини Месеца је слабије, јер Месец има мању активну гравитациону масу.
- Пасивна гравитациона маса је мера јачине интеракције објекта са гравитационим пољем. Пасивна гравитациона маса се одређује дељењем тежине објекта са његовим убрзањем при слободном паду. Два објекта у истом гравитационом пољу имају исто убрзање; међутим, објекат са мањом пасивном гравитационом масом ће бити изложен мањој сили (имаће мању тежину) од објекта са већом пасивном гравитационом масом.
- Енергија исто тако има масу према принципу еквиваленције масе и енергије. Ова еквиваленција се испољава у великом броју физичких процеса укључујући стварање парова, нуклеарну фузију, и гравитационо савијање светла. Стварање парова и нуклеарна фузија су процеси у којима мерљиве количине масе се претварају у енергију, и обрнуто. У гравитационом савијању светла, фотони чисте енергије испољавају слично понашање са пасивном гравитационом масом.
- Закривљење простор-времена је релативистичка манифестација постојања масе. Таква закривљеност је екстремно слаба и тешка за мерење. Из тог разлога, закривљеност је била откривена тек након што је предвиђена Ајнштајновом теоријом опште релативности. За екстремно прецизне атомске часовнике на површини Земље, на пример, је утврђено да мере мање времена (раде спорије) у односу на сличне часовнике у свемиру. Ова разлика у протеклом времену је форма закривљености звана гравитациона дилатација времена. Друге форме закривљења су мерене користећи сателит Гравитациона сонда Б.
- Квантна маса се манифестује као разлика између квантне фреквенције објекта и његовог таласног броја. Квантна маса електрона, Комптонова таласна дужина, се може одредити путем разних форми спектроскопије и блиско је повезана са Ридберговом константом, Боровим радијусом, и класичним електронским радијусом. Квантна маса већих објеката се може директно мерити користећи Ватову вагу. У релативистичкој квантној механици, маса је једна од непромењивих репрезентативних ознака Поенкарове групе.

### Тежина и маса
У свакодневној употреби, маса и „тежина” су често се користе наизменично. На пример, тежина особе може се навести као 75 кг. У константном гравитационом пољу, тежина објекта је пропорционална његовој маси, и непроблематично је користити исту јединицу за оба концепта. Али због малих разлика у јачини Земљиног гравитационог поља на различитим местима, разлика постаје важна за мерења са прецизношћу бољом од неколико процената, и за места далеко од површине Земље, као у свемиру или на другим планетама. Концептуално, „маса” (мерена у килограмима) односи се на унутрашње својство неког објекта, док „тежина” (мерена у њутнима) мери отпор објекта на девијације од његовог природног курса при слободном паду, који може да буде под утицајем оближњег гравитационог поља. Без обзира колико је јако гравитационо поље, објекти у слободном паду су бестежински, мада они још увек имају масу.
Сила позната као „тежина” је пропорционална маси и убрзању у свим ситуацијама где се маса убрзава услед слободног пада. На пример, кад је тело у мировању у гравитационом пољу (уместо у слободном паду), оно се мора убрзати силом са ваге или површине планетарног тела, као што је Земља или Месец. Ова сила задржава објекат тако да не иде у слободан пад. Тежина је супротстављајућа сила у таквим околностима, те што значи да је стога одређена убрзавањем слободног пада. На површини Земље, на пример, објекат са масом од 50 килограма тежи 491 њутна, што значи да сила од 491 њутна делује на објекат. У контрасту с тим, на површини Месеца, исти објеката још увек има масу од 50 килограма али је његова тежина само 81,5 њутна, пошто је само 81,5 њутна потребно да се спречи слободно падање објекта на Месец. Поновљено у математичким терминима, на површини Земље, тежина W једног објекта је повезана са његовом масом m путем израза , где је  = 9,80665 m/s2 убрзање услед Земљиног гравитационог поља, (изражено као убрзање које се остварује при слободном паду објекта).
Укупна маса видљивог свемира се процењује на 1053 .

### Инерциона насупрот гравитационој маси
Иако су инерцијална маса, пасивна гравитациона маса и активна гравитациона маса концептуално различити, ниједан експеримент није недвосмислено показао било какву разлику између њих. У класичној механици, из Њутновог трећег закон следи да активна и пасивна гравитациона маса увек морају да буду идентичне (или бар сразмерне), али класична теорија не нуди никакав разлог због којег гравитациона маса мора да одговара инерцијској маси. То је само емпиријска чињеница.
Алберт Ајнштајн је развио своју општу теорију релативности почевши од претпоставке да ова кореспонденција између инерцијалне и (пасивне) гравитационе масе није случајна: да ни један експеримент никада неће открити разлику између њих (слабија верзија принципа еквиваленције). Међутим, у резултирајућој теорији гравитација није сила и стога није подложна трећем закону Њутна, тако да „једнакост инерцијалне и активне гравитационе масе [...] остаје једнако збуњујућа као и одувек”.
Еквиваленција инерционе и гравитационе масе се понекад назива „Галилејовим принципом еквиваленције” или „принципом слабе еквивалентности”. Најважнији исход овог принципа је примењив на слободно падајуће објекте. Претпоставимо да имамо објекат са инерционом и гравитационим масом, m и М. Ако једина сила која делује на предмет долази из гравитационог поља g, комбиновањем Њутновог другог закона и гравитационог закона добија се убрзање
{\displaystyle a={\frac {M}{m}}g.}
Оз овога следи да је однос гравитационе према инерцијалној маси било ког објекта једнак некој константној K ако и само ако сви објекти падају истом брзином у датом гравитационом пољу. Овај феномен се назива „универзалношћу слободног пада”. (Поред тога, константа K се може узети да је 1 дефинисањем наших јединица на одговарајући начин.)
Прве експерименте који су демонстрирали универзалност слободног пада је спровео Галилео. Обично се наводи да је Галилео дошао до својих резултате тако што је пуштао предмете да падају са накривљеног торња у Пиза, мада то вероватно није тачно; заправо, он је своје експерименте обављао ваљањем куглицама скоро без трења низ накошену раван да би успорио кретање и повећао прецизност мерења времена. Све прецизнији експерименти су изведени, попут оних које је изводио Лоранд Етвош, користећи торзијско равнотежно клатно, 1889 године. Девијације од универзалности, и стога Галилејеве еквиваленције, до сада нису утврђене, бар не до прецизности од 10−12. Прецизнији експерименти се још увек изводе.

## Маса у класичној механици
У класичној механици, која важи док се тело креће малим брзинама, сматрало се да су инерциона и тежинска маса феноменолошки и појмовно различите величине. Тако је инерциона маса сматрана мером инерције некога тела, којом се оно одупире промени своје брзине. Према другом Њутновом аксиому (Њутнови закони кретања), убрзање a, које телу даје сила F, пропорционално је тој сили:
{\displaystyle F=m\cdot a}
Константа пропорционалности m, која повезује силу и убрзање, инерциона је маса тога тела. Према трећем Њутновом аксиому, инерционе масе два тела могу се успоређивати ако се та два тела ставе у узајамно деловање. Тада су инерционе масе два тијела обрнуто пропорционалне добивеним убрзањима:
{\displaystyle {\frac {m_{1}}{m_{2}}}={\frac {a_{2}}{a_{1}}}}
Тежинска маса је мера силе којом на тело делује Земљино или неко друго гравитацијско поље. Тежинска маса улази у Њутнов закон гравитације као гравитацијски набој, према аналогији са Кулоновим законом електростатике:
{\displaystyle F=G\cdot {\frac {m_{1}\cdot m_{2}}{r^{2}}}\ }
где је:
- - узајамна сила привлачења између два тела (kg), и вреди ,
- - универзална гравитациона константа која отприлике износи 6,67428 × 10−11  2 kg−2,
- 1 - маса првог тела (kg),
- 2 - маса другог тела (kg), и
- - међусобна удаљеност између средишта два тела.

Тешке масе два тела у мировању упоређују се с деловањем Земљиног гравитационог поља на та тела, то јест одређивањем њихове тежине (вагањем). Искуство показује да су те две величине пропорционалне. Тек је Ајнштајнова општа теорија релативности показала да су тежишна и инерциона маса идентичне (еквиваленција масе и енергије).

### Инерцијална маса
Она је мера инерције објекта односно, пошто је особина тела да се супротставља промени брзине (Први Њутнов закон) то је маса мера јачине тог супротстављања.
Овде можемо разликовати масу мировања и релативистичку масу. Наиме, према специјалној теорији релативности маса зависи од брзине. Повећање брзине значи повећање масе, и при брзинама које се приближавају брзини светлости она тежи бесконачности. Маса тела у релативном мировању назива се масом мировања. Функционална зависност између ње и релативистичке масе изгледа овако:
{\displaystyle m_{\mathrm {rel} }\;=\;\gamma m_{0}\;=\;{\frac {m_{0}}{\sqrt {1-{\frac {v^{2}}{c^{2}}}}}}.}

## Маса у теорији релативности
У класичној, нерелативистичкој физици вредео је закон о очувању масе, према којем се маса не може створити нити може нестати. У релативистичкој механици маса се утврђује у стању мировања честице и тиме је маса еквивалентна енергији мировања према Ајнштајновој релацији:
{\displaystyle E=m\cdot c^{2}}
где је: c - брзина светлости, p - импулс силе (за горњу једнакост вреди p = 0). Таква еквиваленција енергије мировања и масе следи из релативистичке релације између енергије и импулса силе:
{\displaystyle E^{2}=p^{2}\cdot c^{2}+m^{2}\cdot c^{4}}
Таква повезаност масе и енергије упућује на могућност претварања масе (материје) у енергију и обратно, што је потврђено у многим експериментима. Маса је темељно обележје елементарних честица (материје). При везању елементарних честица маса везанога стања мања је од збира маса појединих компоненти, јер се део масе претворио у енергију везања (дефект масе). На пример, у радиоактивним распадима или при нуклеарним реакцијама ослобађа се на рачун дефекта масе огромна енергија. Обратно, у сударима елементарних честица, које у модерним акцелераторима постижу се високе енергије, настају честице с масом већом од масе примарних честица које суделују у сударима.